# كأس ويلز 1965–66
كأس ويلز 1965–66 (بالإنجليزية: 1965–66 Welsh Cup)‏ هو موسم من كأس ويلز. فاز فيه سوانزي سيتي.